# Armadura lamelar

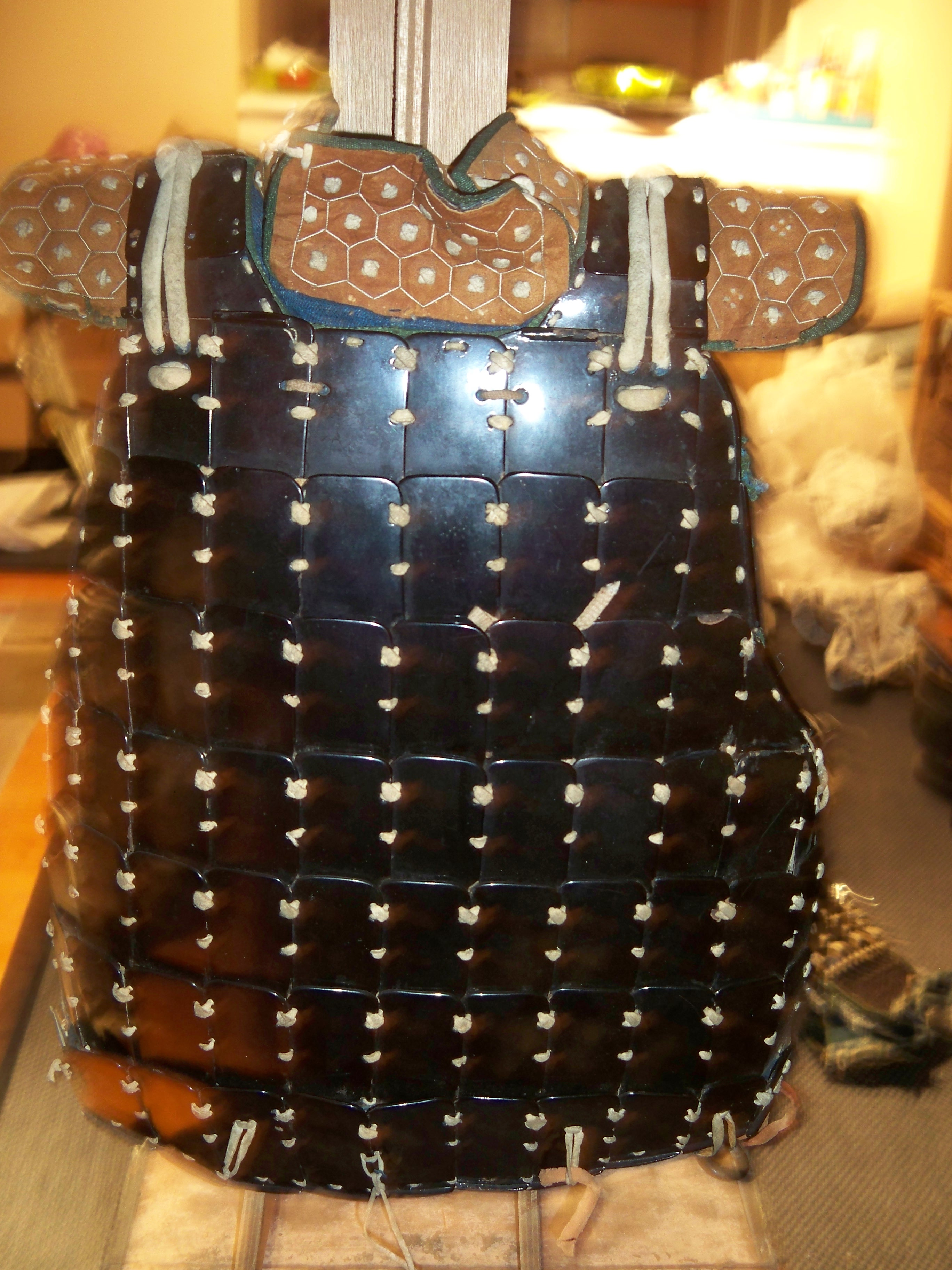
Coraza lamelar japonesa

La armadura lamelar o armadura de laminillas fue uno de los tres tipos históricos de armaduras de escamas, hecha de placas rectangulares o alargadas enlazadas en filas horizontales. Los otros dos tipos son la armadura de escamas y la armadura laminada. La armadura lamelar fue usada por extensos períodos de tiempo en Europa del Este, Oriente Medio y Asia, incluyendo Japón.

## Descripción

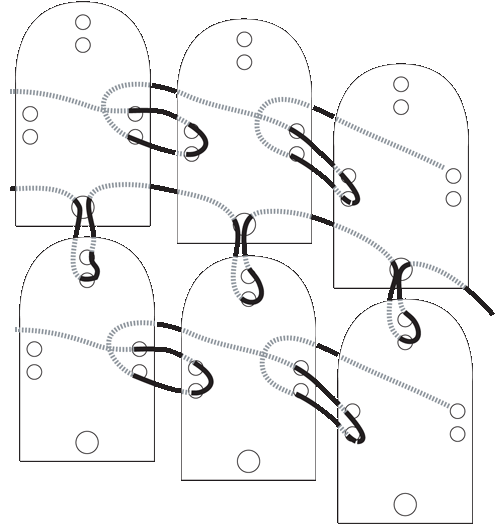
Un ejemplo de cómo se enlaza una armadura lamelar.

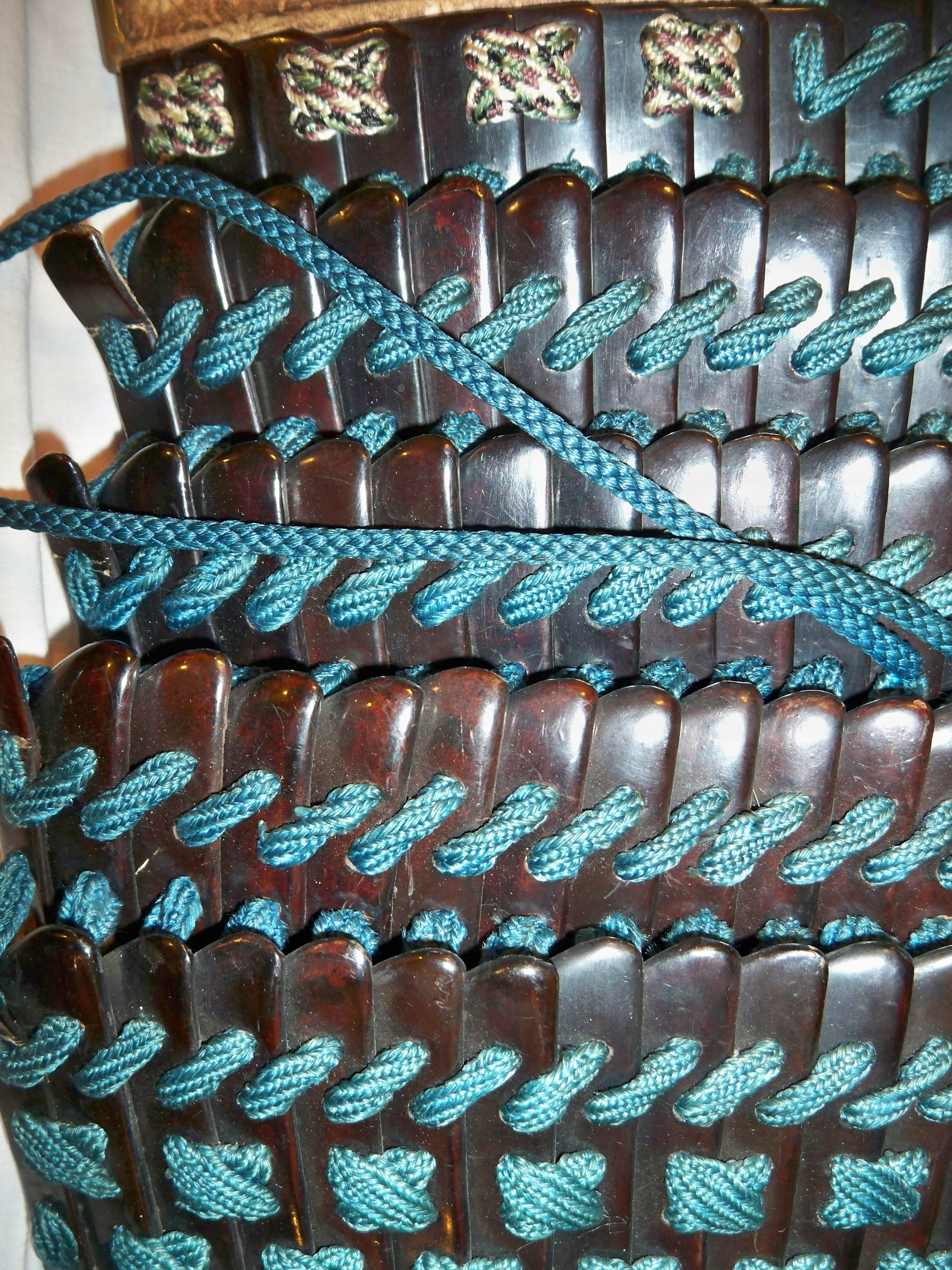
Detalle de un hon kozane japonés, una armadura lamelar construida con pequeñas placas individuales/lamelas conocidas como kozane.

La armadura consiste en cientos de piezas rectangulares (lamellae) de hierro, cuero (crudo o curtido) o bronce agujereadas en varios lugares y enlazadas en filas horizontales hasta la longitud necesaria para un fragmento particular de armadura. Cuando las láminas son de cuero, se las puede endurecer con un proceso que proporciona  cuero endurecido o laqueado. Las tiras de armadura lamelar se parecen a las de una armadura de escamas, pero difieren al no necesitar una pieza de tela o cuero para atar las piezas, además de que las lamellae están más agujereadas. 
Esta armadura eventualmente desplazó a la armadura de escamas ya que restringía menos el movimiento del usuario.

## Uso e historia

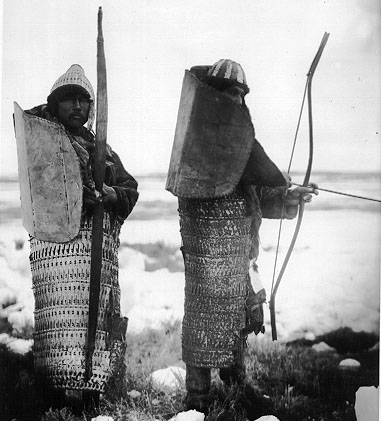
Armadura lamelar usada por nativos Siberianos e inuits.

La armadura lamelar muchas veces se utilizó como un complemento a otras armaduras existentes, tales como la cota de mallas hauberk. Fue especialmente popular entre los rus, así como con los mongoles, turcos, ávaros, y otros pueblos de las estepas, ya que eran sencillas de construir y mantener.
La armadura se cita muchas veces en fuentes históricas como parte del equipo de los soldados bizantinos, especialmente de los catafractos. Se piensa que fue creada para resultar una superficie más deflectiva para los jinetes, permitiendo a las hojas resbalar en lugar de penetrar o golpear. Estudios recientes por Timothy Dawson de la Universidad de Nueva Inglaterra, Australia, sugieren que la armadura lamelar bizantina era significativamente superior a la cota de mallas.
Los bajorrelieves sumerios y del Antiguo Egipto que retratan soldados parecieran mostrar algunos ejemplos muy tempranos de armadura lamelar, particularmente los jinetes de carros de guerra, pero no fue sino hasta excavaciones en la antigua Asiria (circa 900–600 a. C.) que aparecieron ejemplos arqueológicos de armadura lamelar. Entre los restos de armadura asiria, (aunque sean escamas individuales y desconectadas), hay ejemplares que claramente se pueden identificar como armaduras de escamas así como otras que parecen ser lamelares, además de un gran número de hallazgos difíciles de clasificar.
La extensión con que cada tipo fue usado es tema de debate. Los ejemplos más tempranos de una verdadera armadura lamelar se encontraron en China. Se descubrieron doce trajes de lamelas laqueadas fechadas en 433 a. C. en una tumba en Sui-hsien, Hupei. La armadura fue usada por varias culturas desde este período hasta el siglo XVI. La armadura lamelar está generalmente asociada con la clase samurai del Japón feudal, aunque llegó a este país desde Corea. La armadura lamelar también se asocia con Mongolia, Rusia Oriental, las tribus de Siberia y los sármatas, aunque también se encontró evidencia de su uso en varios países europeos.

## Armadura japonesa
Esta armadura llegó a Japón alrededor del siglo V. La armadura lamelar pre samurai se llamaba keiko. Estos ejemplos tempranos tenían la forma de una chaqueta sin mangas y un yelmo. La forma tradicional samurai se alcanzaría a desarrollar a mediados del período Heian, y para el mismo período tardío se desarrollaría por completo la Ō-yoroi samurái. Estas armaduras se hacían de cientos o incluso miles de piezas de cuero y/o hierro conocidas como kozane, que eran laqueadas y enlazadas juntas en tiras horizontales, en un proceso lento y preciso. Los dos tipos más comunes fueron el hon kozane, que estaba construido con escamas más pequeñas, y el hon iyozane, cuyas lamelas eran más anchas.